# Eva Franco
Eva Petrona Talía Franco (Buenos Aires, 1906 ― Mar del Plata, 1999), mieux connue sous le nom d’Eva Franco, était une actrice argentine. Elle s’illustra tant au théâtre qu’au cinéma et à la télévision, et interpréta des rôles dans plus de 200 œuvres théâtrales et dans 22 films de cinéma, mais excella surtout dans le genre burlesque. C’est à son intention qu’Alberto Vacarezza écrivit la célèbre pièce de théâtre Tu cuna fue un conventillo (litt. Ton berceau était une pension de famille).

## Carrière
Née dans une famille de comédiens, Eva Franco eut pour mère Ernesta Morandi et pour père l’acteur José Franco, l’un des fondateurs du théâtre argentin et membre de la compagnie théâtrale Arata-Simari-Franco ; ses sœurs Herminia et Nélida deviendront elles aussi des comédiennes célèbres. Eva Franco débuta au théâtre à l’âge de huit mois, dans une scène où Gerónimo Podestá la tenait dans ses bras. À l’âge de cinq ans, elle joua pour de vrai, aux côtés de l’actrice María Esther Podestá, puis assistera son père dans ses rôles, et se joindra aux troupes de Pablo Podestá et de Camila Quiroga. 
Dès ses véritables débuts en 1923, alors qu’elle n’avait encore que 16 ans, elle se distingua comme comédienne d’exception, d’abord au sein de la compagnie théâtrale dirigée par son père, puis bientôt, en 1924, lors de ses débuts comme actrice de cinéma, dans le film muet La cieguita de la avenida Alvear (litt. la Petite Aveugle de l’avenue Alvear). À partir de l’année suivante, elle partagea l’affiche avec son père, et tous deux rejoignirent en 1929 la troupe d’Enrique De Rosas. 
Elle joua dans plus de 200 pièces de théâtre, écrites par des auteurs tels que Alberto Vacarezza, Samuel Eichelbaum, González Pacheco, Claudio Martínez Paiva, Enrique García Velloso, Julio Sánchez Gardel, etc. Il lui fut donné de côtoyer sur scène nombre d’acteurs et actrices connus, entre autres Pablo Podestá, Florencio Parravicini, Camila Quiroga et Angelina Pagano. Bien qu’elle se soit illustrée dans tous les genres théâtraux, c’est surtout dans le théâtre burlesque qu’elle excella et c’est avec ce genre que son nom reste associé. 
Au début de la décennie 1930, elle constitua sa propre troupe, avec laquelle elle obtint le Premio Municipal de Buenos Aires en 1932 pour la saison réalisée au Teatro Liceo. En 1933, elle apparut en couverture du premier numéro de la revue Sintonía. Vers 1935, sa troupe engagea, dans un rôle secondaire, l’actrice débutante Eva Duarte, la future Eva Perón. En 1934, elle joua dans la La dama boba (La Petite Niaise), de Lope de Vega, dans une mise en scène de Federico García Lorca, quand cet auteur espagnol s’en était venu apporter ses œuvres en Argentine. Elle travailla également sous la direction de Cecilio Madanes au cinéma, et de Rodolfo Graziano, Antonio Cunill Cabanellas et Jorge Lavelli au théâtre. Elle fut cofondatrice du théâtre public Comedia Nacional (au Théâtre national Cervantes), fut membre de l’Association argentine des acteurs, et présida la Casa del Teatro, créé en 1938 à l’usage des comédiens retraités.
Elle interpréta des rôles dans 22 films de cinéma, parmi lesquels Medio millón para una mujer, Locos de verano (1942) et La nona (1979). Elle se fixa à Mar del Plata, où vinrent au monde ses enfants et petits-enfants. En 1987, elle voyagea à Lima pour y réaliser l’œuvre théâtrale Solo Ochenta, et en 1994 participa à Buenos Aires à ce qui sera sa dernière représentation, Barranca abajo, du dramaturge uruguayen Florencio Sánchez.
En 1998, elle présenta son ouvrage autobiographique intitulé Cien años de teatro en los ojos de una dama (litt. Cent ans de théâtre dans les yeux d’une dame), et reçut un ultime hommage. Le 28 mars 1999, à Mar del Plata, elle succomba à une pneumonie, à l’âge de 92 ans.

## Récompenses
Eva Franco se vit décerner notamment les prix suivants :
- Premio Municipal, Médaille d’or, 1936.
- Premio Municipal de la meilleure actrice dramatique, 1939.
- Prix de la meilleure actrice décerné par l'Association des chroniqueurs cinématographiques d’Argentine (Asociación de Cronistas Cinematográficos de la Argentina), 1981.
- Prixo Martín Fierro, 1967.
- Prix San Gabriel, décerné par le Fondo Nacional de las Artes, 1981.
- Diplôme du Mérite de la fondation Konex, 1981.
- Prix María Guerrero, 1987.
- Prix Molière, 1987.
- Laurier d’argent décerné par le Rotary Club de Buenos Aires, 1982.
- Prix Podestá, 1991.
- Citoyenne illustre de la Ville de Buenos Aires, 1993.
- Citoyenne illustre de la ville de Mar del Plata.
- Prix ACE 'Argentine), Or, 1994.
- Prix Estrella de Mar, 1998.

## Filmographie
- El camino de los sueños (1993)
- Contar hasta diez (1985)
- Noches sin lunas ni soles (1984)
- De la misteriosa Buenos Aires (1981)
- El Fausto criollo (1979)
- La nona (1979)
- La rabona (1978)
- Destino de un capricho (1972)
- Juguemos en el mundo (1971)
- En mi casa mando yo (1968)
- Locos de verano (1942)
- Medio millón por una mujer (1940)
- La cieguita de la Avenida Alvear (muet, 1924)